# Sylvia Geszty
Sylvia Maria Ilona Wytkowsky, conocida por su nombre artístico Sylvia Geszty (Budapest 28 de febrero de 1934-Stuttgart, 15 de diciembre de 2018), fue una soprano de coloratura húngaro-alemana, que ganó reputación internacional, especialmente a través de sus interpretaciones de coloratura. Destacó particularmente como Reina de la noche de La flauta mágica y Zerbinetta en Ariadne auf Naxos, destacando también en la opereta.

## Biografía
Quería ser bailarina o actriz, pero al principio no pensó en una carrera como cantante. Después de terminar el bachillerato, decidió capacitar y estudiar su voz en la Academia de Música Franz Liszt en Budapest. Durante sus estudios, la joven ganó varios concursos de canto, por ejemplo, el Concurso Internacional Robert Schumann para piano y voz en Berlín.
En 1959 hizo su debut en la Ópera Nacional de Budapest e inmediatamente se convirtió en solista de la Sociedad Filarmónica de Hungría. Dos años más tarde, la cantante aceptó un puesto en la Ópera Estatal de Berlín (en el rol de Cupido de la ópera Orfeo de Christoph Willibald Gluck). Al mismo tiempo, ella todavía estaba comprometida en la Komische Oper Berlin.
En 1966 fue galardonada con el Premio de Arte de la RDA. Cantó diferentes roles de ópera y opereta, en particular papeles importantes de coloratura, como la Reina de la Noche en La flauta mágica de Wolfgang Amadeus Mozart, Lucia en Lucia di Lammermoor de Donizetti o Zerbinetta en Ariadne en Naxos de Richard Strauss. En Berlín continuó tomando clases de canto con Dagmar Freiwald-Lange. También fue invitada en los festivales de ópera de Múnich y Salzburgo.
En 1970 se mudó a Alemania y se convirtió en miembro permanente de la Staatsoper Stuttgart. Además, fue invitada permanente de la Ópera Estatal de Baviera en Múnich. La soprano cantó en casi todos los teatros de ópera más importantes del mundo, en Hamburgo, París, Bruselas, Moscú, Ámsterdam, Londres, Buenos Aires, Los Ángeles y Viena. También en el Festival de Ópera en Glyndebourne, brilló desde 1971 hasta 1972 como Zerbinetta en Ariadne en Naxos y como Konstanze en El rapto del serrallo.
De 1975 a 1997, fue profesora en la Universidad de Música y Artes Escénicas de Stuttgart. En el mismo puesto, estuvo activa desde 1985 hasta 1991, también en Zúrich, en el conservatorio. Durante más de 20 años impartió clases magistrales en Alemania, Polonia, Austria, Finlandia, Luxemburgo, Japón y los Estados Unidos.
En 1988 creó el Concurso Internacional de Canción de Coloratura, y en 1998 debutó como directora de ópera con Don Pasquale en el teatro en Poznan, Polonia. Una gran cantidad de grabaciones, apariciones en televisión (más de 80 programas para ARD y ZDF) y películas, así como programas de entretenimiento en la radio, completan su versátil repertorio. Para su 70 cumpleaños, la cantante publicó su autobiografía, Königin der Koloraturen. Erinnerungen.

## Discografía referencial
- Handel: Imeneo / Margraf
- J. Strauss Jr.: Eine Nacht In Venedig /Eichhorn
- Mozart: Così Fan Tutte / Suitner
- Mozart: Der Schauspieldirektor / Koch
- Mozart: Magic Flute /Suitner
- R. Strauss: Ariadne Auf Naxos Op. 60 / Kempe
- Strauss: Der Rosenkavalier / Leinsdorf